# MTV Europe Music Awards de 2020
O MTV Europe Music Awards de 2020 ocorreu em 8 de novembro de 2020. A cerimônia era para ter lugar em Budapeste, na Hungria, mas devido à pandemia de SARS-CoV-2, as apresentações - assim como todos os restantes momentos da premiação - foram filmadas a partir de diferentes locais, nomeadamente Londres e Budapeste, e com recurso a cenários virtuais. O grupo britânico Little Mix apresentou a premiação, com a ausência de Jesy Nelson, devido a problemas de saúde.
Lady Gaga recebeu o maior número de indicações, com sete no total, seguida pelo grupo BTS e por Justin Bieber, com cinco indicações cada. Na cerimônia de 2020, foram introduzidas três novas categorias: a de Melhor Artista de Música Latina, a de Vídeo do Bem e uma categoria criada de propósito para esta edição da premiação, Melhor Live Virtual, em função da pandemia. O grupo coreano BTS recebeu quatro troféus, sendo o maior vencedor da edição.

## Apresentações
| Artista(s)          | Canções                             | Apresentado por             |
| Pré-show            | Pré-show                            | Pré-show                    |
| ------------------- | ----------------------------------- | --------------------------- |
| Why Don't We        | "Fallin' (Adrenaline)"              | Jamila Mustafa              |
| Madison Beer        | "Baby"                              | Jamila Mustafa              |
| 24kGoldn Iann Dior  | "Mood"                              | Becca Dudley                |
| Premiação           |                                     |                             |
| Doja Cat            | "Say So"                            | Little Mix                  |
| Jack Harlow         | "Tyler Herro" "What's Poppin"       | Little Mix                  |
| Sam Smith           | "Diamonds"                          | Little Mix                  |
| David Guetta Raye   | "Let's Love"                        | Little Mix                  |
| Maluma Aya Nakamura | "Djadja" "Hawái"                    | DJ Khaled                   |
| DaBaby              | "Rockstar" "Blind" "Practice"       | Little Mix                  |
| Little Mix          | "Sweet Melody"                      | David Guetta Barbara Palvin |
| Alicia Keys         | "Love Looks Better"                 | Little Mix                  |
| Tate McRae          | "You Broke Me First"                | Little Mix                  |
| Karol G             | "Bichota"                           | DJ Khaled                   |
| Yungblud            | "Cotton Candy" Strawberry Lipstick" | Dave Grohl                  |
| Zara Larsson        | "Wow"                               | Little Mix                  |

Notas
1. ↑  Ao vivo do complexo Széchenyi Bath em Budapeste, Hungria,
2. ↑  Filmado em Londres, Inglaterra,

A apresentação de Little Mix foi filmada em Londres e incluiu realidade aumentada e a participação de um contorcionista. O DJ David Guetta realizou a primeira apresentação de seu então novo single, "Let's Love", em uma piscina no complexo de Széchenyi Bath, em Budapeste, na Hungria; a cantora britânica Raye se apresentou no lugar de Sia. Ambos os artistas estavam "imersos numa cachoeira" composta por luzes de laser. O cantor Yungblud utilizou roupas femininas de tênis para a sua apresentação e assumiu o papel de "Cupido", voando pelo local de apresentação e fingindo estar atirando flechas. Após a reunião com a sua banda, rasgou a sua camiseta.

## Vencedores e indicados
| Melhor Canção (apresentado por Madison Beer) | Melhor Vídeo (apresentado por Anitta) |
| --- | --- |
| - BTS – "Dynamite" - DaBaby com part. de Roddy Ricch – "Rockstar" - The Weeknd – "Blinding Lights" - Dua Lipa – "Don't Start Now" - Lady Gaga e Ariana Grande – "Rain on Me" - Roddy Ricch – "The Box" | - DJ Khaled com part. de Drake – "Popstar" - Cardi B com part. de Megan Thee Stallion – "WAP" - Billie Eilish – "Everything I Wanted" - Karol G com part. de Nicki Minaj – "Tusa" - Taylor Swift – "The Man" - The Weeknd – "Blinding Lights" - Lady Gaga e Ariana Grande – "Rain on Me" |
| Melhor Artista (apresentado por Bebe Rexha) | Artista Revelação (apresentado pro Anne-Marie) |
| - Lady Gaga - The Weeknd - Miley Cyrus - Justin Bieber - Harry Styles - Dua Lipa | - Doja Cat - Roddy Ricch - Jack Harlow - Benee - DaBaby - Yungblud |
| Melhor Colaboração | Melhor Artista de Pop (apresentado por Roman Reigns) |
| - Karol G com part. de Nicki Minaj – "Tusa" - Blackpink e Selena Gomez – "Ice Cream" - Cardi B com part. de Megan Thee Stallion – "WAP" - DaBaby com part. de Roddy Ricch – "Rockstar" - Justin Bieber com part. de Quavo – "Intentions" - Lady Gaga e Ariana Grande – "Rain on Me" - Sam Smith e Demi Lovato – "I'm Ready" | - Little Mix - Katy Perry - Justin Bieber - Harry Styles - Dua Lipa - Lady Gaga - BTS |
| Melhor Artista de Hip-Hop (apresentado por Big Sean) | Melhor Artista de Rock |
| - Cardi B - DaBaby - Roddy Ricch - Drake - Travis Scott - Eminem - Megan Thee Stallion | - Coldplay - Green Day - Liam Gallagher - Pearl Jam - Tame Impala - The Killers |
| Melhor Artista Alternativo | Melhor Artista de Musica Eletrônica (apresentado por Rita Ora) |
| - Hayley Williams - Blackbear - FKA Twigs - Machine Gun Kelly - Twenty One Pilots - The 1975 | - David Guetta - Calvin Harris - The Chainsmokers - Kygo - Marshmello - Martin Garrix |
| Melhor Live Virtual | Melhor Artista Push |
| - BTS - J Balvin - Katy Perry - Little Mix - Maluma - Post Malone | - Yungblud - Doja Cat - AJ Mitchell - Ashnikko - Benee - Brockhampton - Conan Gray - Georgia - Jack Harlow - Lil Tecca - Tate McRae - Wallows |
| Maiores Fãs (apresentado por Johnny Orlando no pré-show) | Melhor Artista Latino (apresentado por Winnie Harlow) |
| - BTS - Ariana Grande - Blackpink - Taylor Swift - Justin Bieber - Lady Gaga | - Karol G - J Balvin - Maluma - Anuel AA - Ozuna - Bad Bunny |
| Melhor Grupo (apresentado por Anne-Marie) | Vídeo pelo Bem (apresentado por Lewis Hamilton) |
| - BTS - 5 Seconds of Summer - Chloe x Halle - Little Mix - CNCO - Blackpink | - H.E.R. — "I Can't Breathe" - Lil Baby — "The Bigger Picture" - Jorja Smith — "By Any Means" - Anderson Paak — "Lockdown" - Demi Lovato — "I Love Me" - David Guetta e Sia — "Let's Love"                                                                                               |
| Prêmio Generation Change (apresentado por Leigh-Anne Pinnock no pré-show) | |
| - Luiza Brasil - Kiki Mordi - Temi Mwale - Catherhea Potjanaporn - Raquel Willis | |

## Vencedores e indicados regionais
Os vendedores foram presentados por Barbara Palvin.

### Europa
| Melhor Artista: Reino Unido e Irlanda                                          | Melhor Artista Dinamarquês                                             |
| ------------------------------------------------------------------------------ | ---------------------------------------------------------------------- |
| - Little Mix - Dave - Dua Lipa - Harry Styles - Stormzy                        | - Zara Larsson - Branco - Gilli - Alma - Kygo                          |
| Melhor Artista Israelense                                                      | Melhor Artista Alemão                                                  |
| - Noa Kirel - Carakukly - Eden Hason - Noga Erez - Noroz and Boi Ecchi         | - Fynn Kliemann - Apache 207 - Lea - Nico Santos - Shirin David        |
| Melhor Artista Holandês                                                        | Melhor Artista Belga                                                   |
| - Emma Heesters - Davina Michelle - Tabitha - Bilal Wahib - Suzan & Freek      | - Angèle - IBE - Blackwave. - OT - Lost Frequencies                    |
| Melhor Artista Suíço                                                           | Melhor Artista Francês                                                 |
| - Loredana - Seven - Bligg - Loco Escrito - Pronto                             | - Matt Pokora - Soprano - Slimane et Vitaa - GIMS - Aya Nakamura       |
| Melhor Artista Italiano                                                        | Melhor Artista Espanhol                                                |
| - Diodato - Elettra Lamborghini - Levante - Irama - Random                     | - LA LA LOVE YOU - Leiva - Don Patricio - Aitana - Carolina Durante    |
| Melhor Artista Português                                                       | Melhor Artista Polonês                                                 |
| - Fernando Daniel - Bárbara Bandeira - Diogo Piçarra - Bispo - Dino D'Santiago | - Margaret - Quebonafide - Krzysztof Zalewski - Daria Zawiałow - sanah |
| Melhor Artista Russo                                                           | Melhor Artista Húngaro                                                 |
| - NILETTO - Cream Soda - Morgenshtern - Klava Coca - Manizha                   | - Dzsúdló - Irie Maffia - ByeAlex - Viktoria Metzker - Carson Coma     |

### África
| Melhor Artista Africano                                                                 |
| --------------------------------------------------------------------------------------- |
| - Master KG - Burna Boy - Rema - Kabza De Small and DJ Maphorisa - Sheebah - Gaz Mawete |

### Ásia
| Melhor Artista Indiano                                                      | Melhor Artista Japonês                                                     |
| --------------------------------------------------------------------------- | -------------------------------------------------------------------------- |
| - Armaan Malik - Divine - Kaam Bhaari - Prabh Deep - Siri & Sez on the Beat | - Official Hige Dandism - Hiraidai - Punpee - Rei - Yorushika              |
| Melhor Artista Coreano                                                      | Melhor Artista do Sudeste Asiático                                         |
| - Stray Kids - Astro - Everglow - Kard - Victon                             | - Jack - Agnez Mo - Benjamin Kheng - Ben&Ben - K-Clique - Violette Wautier |
| Melhor Artista: Grande China                                                |                                                                            |
| - R1SE - AGA - Feng Timo - Waa Wei - Timmy Xu                               |                                                                            |

### Austrália e Nova Zelândia
| Melhor Artista Australiano                                        | Melhor Artista Neozelandês                                  |
| ----------------------------------------------------------------- | ----------------------------------------------------------- |
| - G Flip - Baker Boy - Hayden James - The Kid Laroi - Tones and I | - Benee - Baynk - Jawsh 685 - L.A.B. - The Naked and Famous |

### Américas
| Melhor Artista Brasileiro                                                | Melhor Artista: América Latina – Norte                                      |
| ------------------------------------------------------------------------ | --------------------------------------------------------------------------- |
| - Pabllo Vittar - Anitta - Djonga - Emicida - Ludmilla                   | - Danna Paola - Fboi - Jesse & Joy - Sofía Reyes - Zoé                      |
| Melhor Artista: América Latina – Centro                                  | Melhor Artista: América Latina – Sul                                        |
| - Sebastián Yatra - Camilo - J Balvin - Karol G - Maluma                 | - Lali - Cazzu - Khea - Nicki Nicole - Tini                                 |
| Melhor Artista: América Latina – Caribe                                  | Melhor Artista Canadense                                                    |
| - Bad Bunny - Anuel AA - Ozuna - Residente - Rauw Alejandro              | - Johnny Orlando - Alessia Cara - The Weeknd - Justin Bieber - Jessie Reyez |
| Melhor Artista Estadunidense                                             |                                                                             |
| - Lady Gaga - Cardi B - Megan Thee Stallion - Miley Cyrus - Taylor Swift |                                                                             |